# Penerf
Pour les articles homonymes, voir Penerf (homonymie).
Penerf est un village appartenant à la commune française de Damgan, située dans le département du Morbihan et la région Bretagne.

## Toponymie
Le nom de la localité est attesté sous la forme Pennerz en 1261, Pennerph en 1263, Pencore en 1630.
Il existe deux hypothèse pour expliquer l'étymologie du nom de Pénerf:
- Du breton erf signifiant « sillon » sorte de cordon ou tombolo entre Damgan et Pénerf soit « la pointe du sillon » qui est l'hypothèse la plus vraisemblable.
- Ou bien du breton Penn signifiant « tête, extrémité, pointe » et erf signifiant « chêne » soit « la pointe des chênes »

## Géographie
Pénerf est une presqu'île située entre la presqu'île de Rhuys et l'estuaire de la Vilaine. À l'ouest, la rivière de Pénerf marque la limite de la commune, l'océan Atlantique au sud.
La localité se trouve à l'extrémité sud-ouest de la commune. Elle forme une presqu'île limitée au sud par le golfe de Gascogne et au nord-ouest par l'embouchure de la rivière de Penerf.
Pénerf fait partie du Parc naturel régional du golfe du Morbihan.

### Plages
- Plage du Govet
- Plage du Bil

## Histoire
Penerf, dont la première mention date de 1261 sous le règne du duc Jean Ier de Bretagne, signifie probablement en Breton « la pointe du sillon », dans le sens de cordon littoral ou tombolo entre Damgan et Penerf. Du XVe au XVIIIe siècle, l'activité de la pêche n'est pas significative. Penerf est à cette époque essentiellement un port de commerce exportant du sel ou des céréales et important du vin, des ardoises et des pierres de Loire ou du fer d'Espagne. Il est en relation avec les ports de Bordeaux, Rouen, Cadix et la Norvège. Le XVIe siècle est un âge d'or pour Penerf, considéré comme le quatrième port breton et au XVIIe siècle, son activité de construction navale se hisse au cinquième rang. À la fin du XIXe siècle, l'arrivée du train puis de l'automobile modifie le contexte social et les marins se reconvertissent dans l'ostréiculture.

#### Tour des Anglais

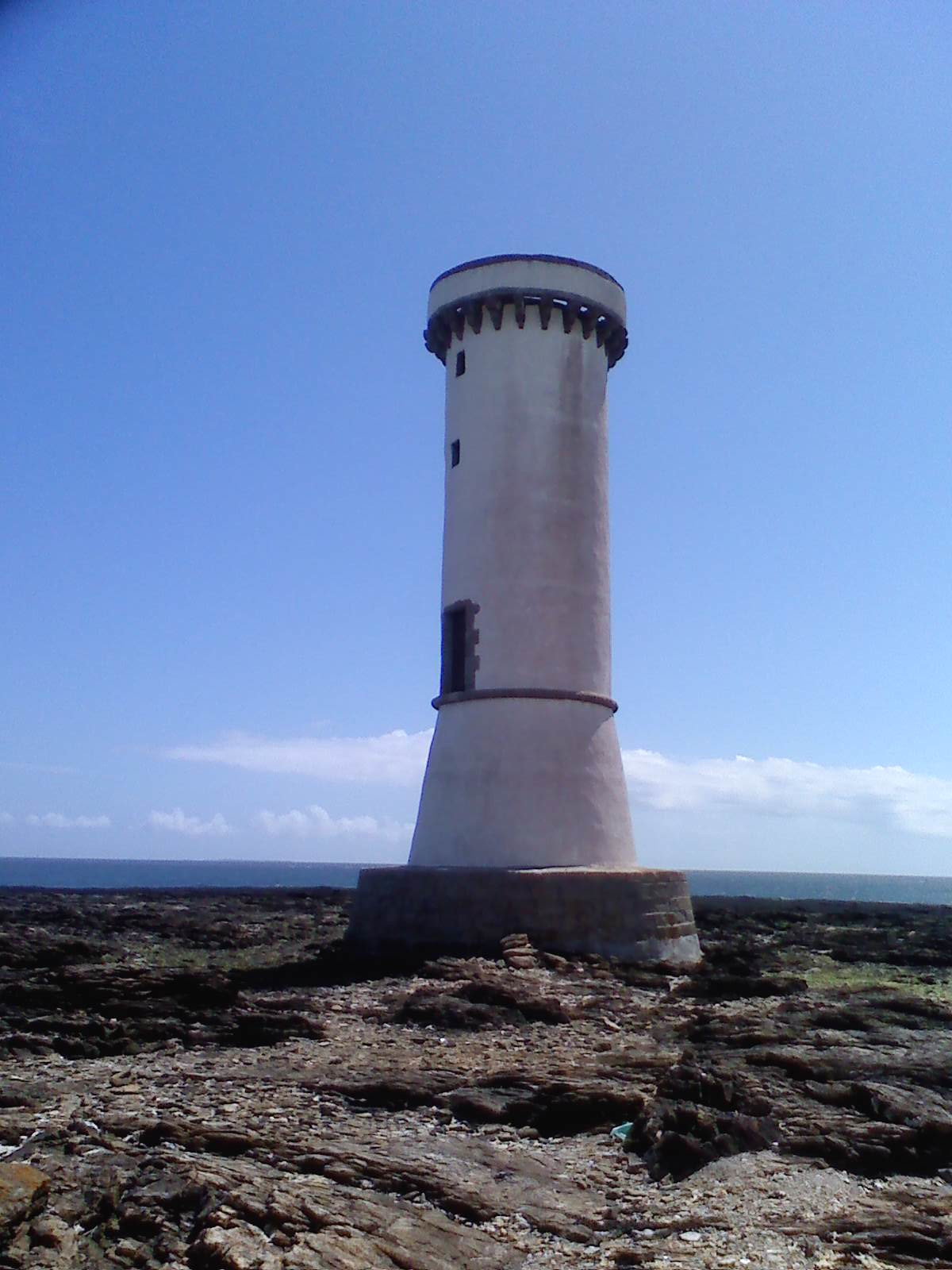
Tour des Anglais

#### Église Saint-Pierre de Pénerf

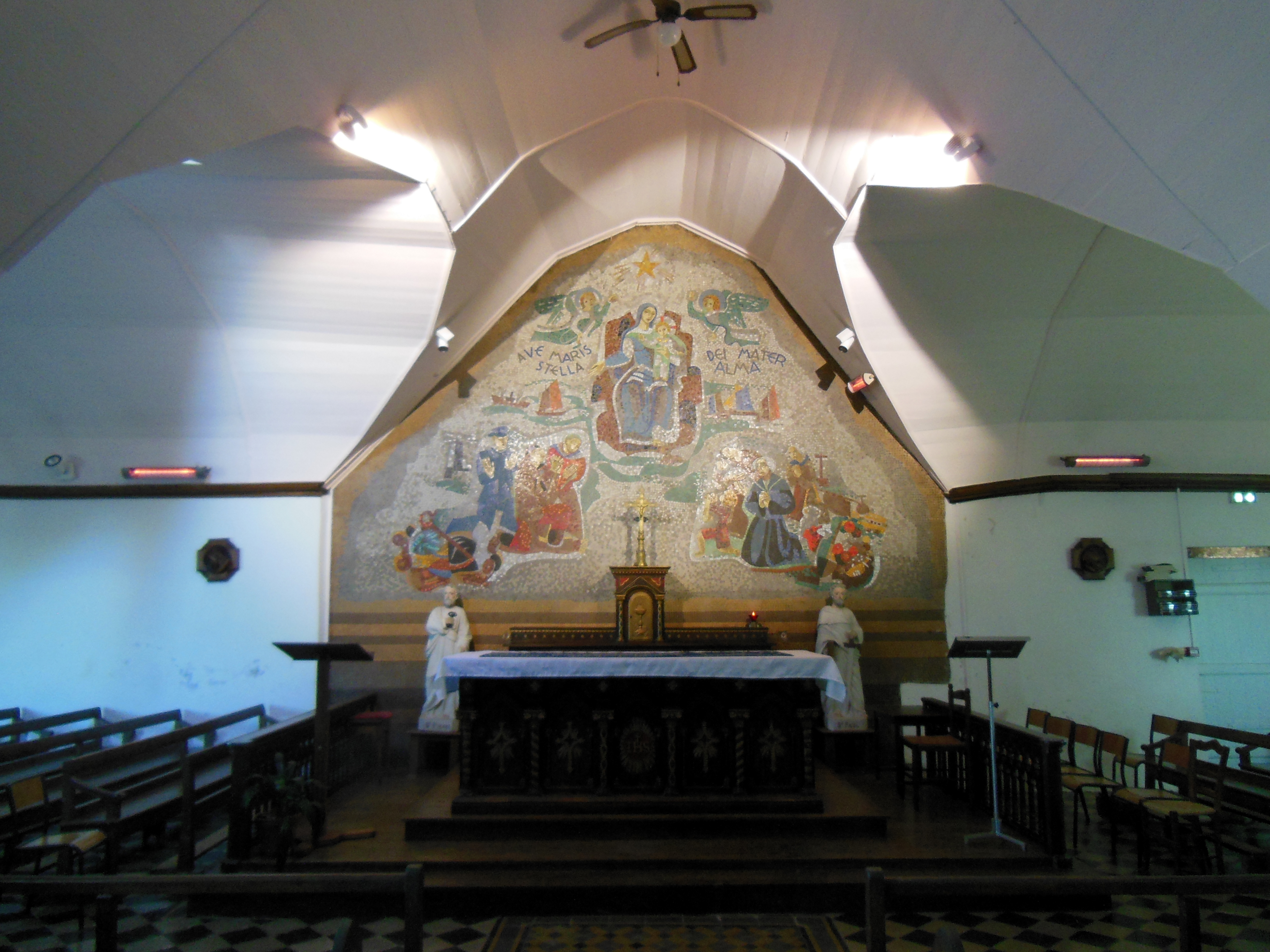
Vue intérieure de l'église

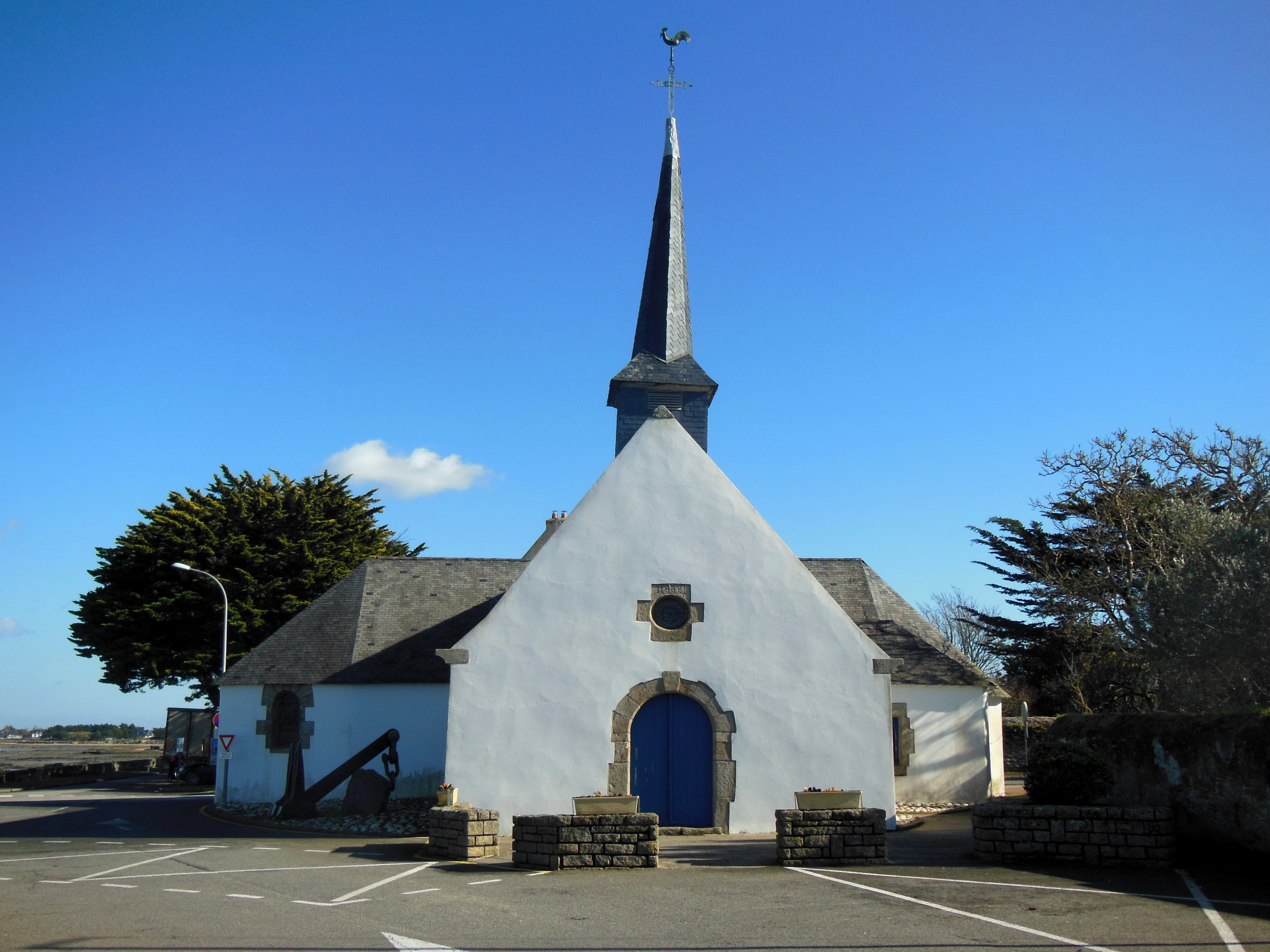
Église Saint-Pierre de Penerf

## Culture

### Lieux et monuments

#### Le canon du vaisseau le Juste

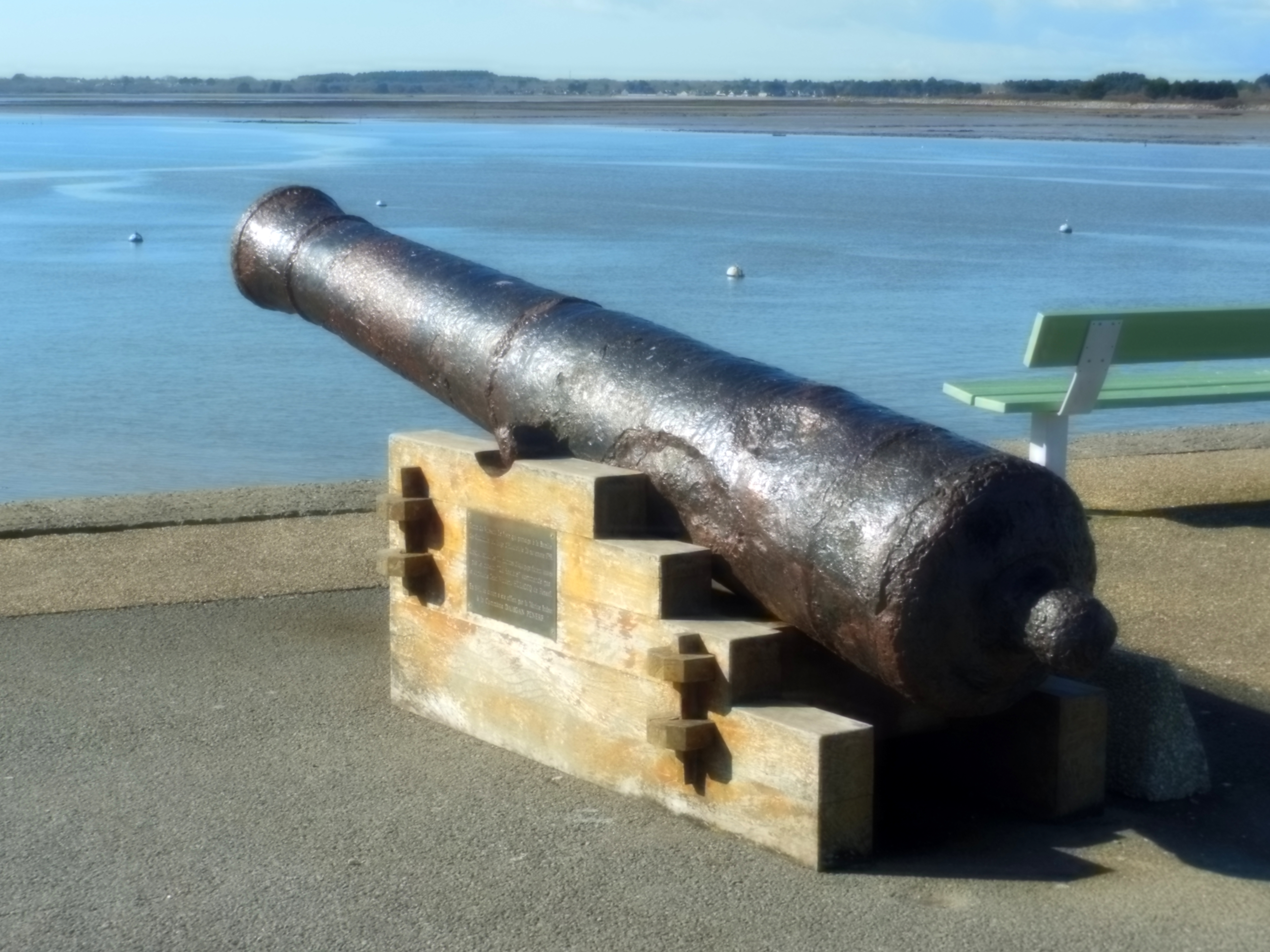
Canon du vaisseau le Juste

En 1992, un des canons du vaisseau le Juste est offert par la Marine Indret à la commune de Damgan, qui l'expose dans le port de Penerf. Ce vaisseau participe le 20 novembre 1759 à la bataille des Cardinaux au large de l'île d'Hoëdic. Lorsqu'il coule, ses 130 hommes d'équipage sont sauvés par le bateau La Société, commandé par le capitaine Jean Vincent Huliocq, de Penerf.

### La fête de la mer
Pénerf abrite chaque année la fête de la mer sur son port, qui est caractérisé par:
- L'arrivée des vieux gréements
- Un hommage aux marins disparus en mer
- Des danses traditionnelles bretonnes
- Des chants marins
- Des activités (joute nautique...)
- Des expositions culturelles

### Spécialité
L'huître de Penerf constitue l’un des six crus de la Bretagne Sud avec l’« Aven Belon », la « Ria d’Étel », la « Quiberon », la « Golfe du Morbihan » et la « Croisicaise ».
Avant la décennie 1870 on se contentait de draguer les bancs naturels d'huîtres : le dragage des huîtrières dans les rivières de Crac'h, d'Auray et de Pénerf s'arrêtait le 31 mars.

### Héraldique

Blason de Damgan.

D’azur à une ancre de sable, une tour d’argent ouverte, maçonnée et ajourée de sable brochante.
Bien que le blason soit désormais utilisé pour toute la commune de Damgan, le blason représente historiquement à Pénerf.
On y reconnaît une tour représentant la tour des Anglais, ainsi qu'une ancre rappelant que Pénerf était un port (une ancre noire se trouve d’ailleurs devant l'église du village).

### Tableaux

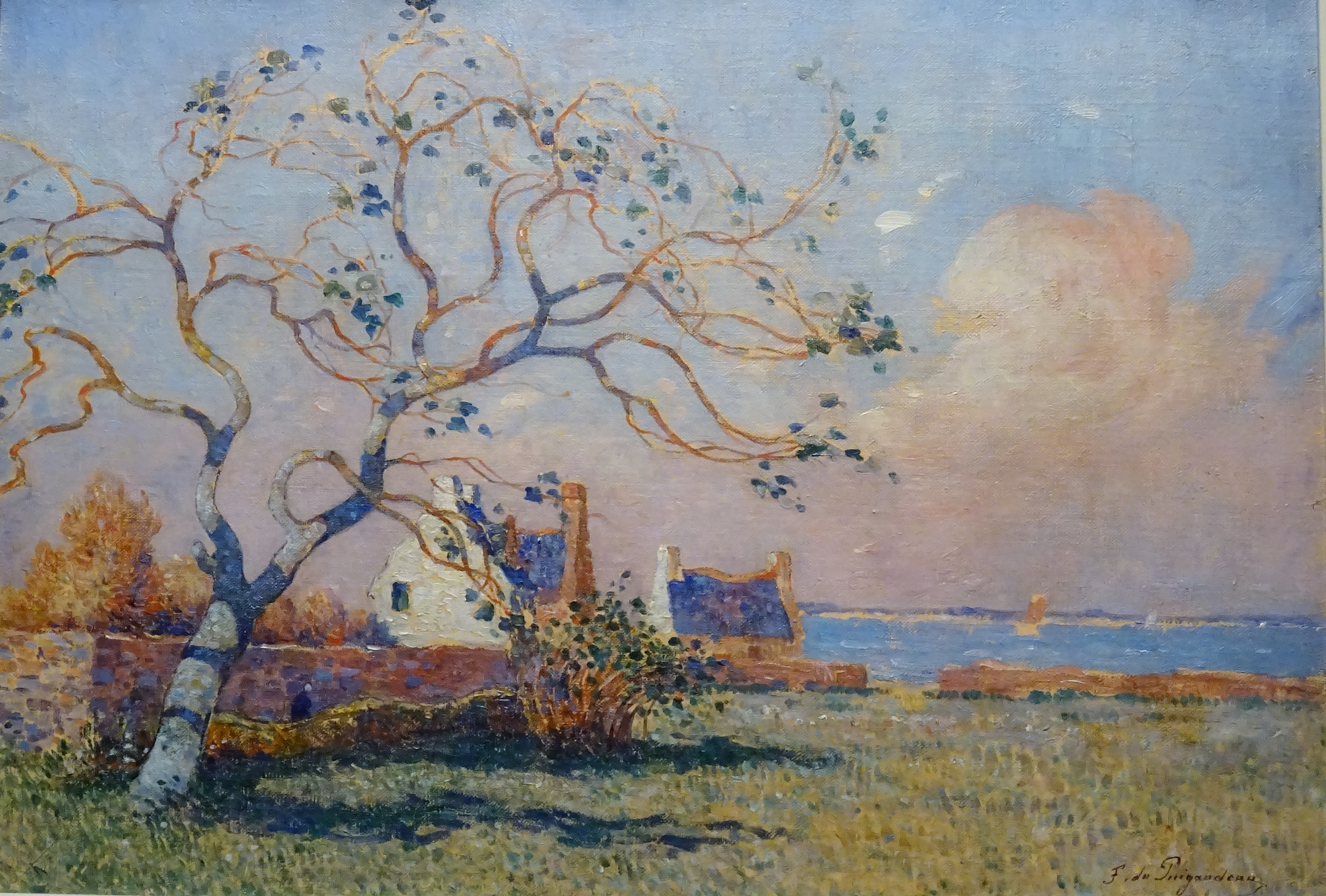
Ferdinand du Puigaudeau : Le Vieux figuier à Pénerf (huile sur toile).